# Забелин, Герман Александрович
Ге́рман Алекса́ндрович Забе́лин (16 апреля 1937 Иваново — 11 ноября 1996, там же) — советский футболист и тренер. Мастер спорта СССР.

## Биография
Воспитанник ивановского футбола. Выступал за ряд клубов советского класса «А»: «Зенит» (Ленинград), ЦСК МО, «Волга» (Горький), «Локомотив» (Москва).

## Тренерская деятельность
В 1972—1973 годах тренировал «Строитель» (Уфа). В 1977 году входил в тренерский штаб «Текстильщика» (Иваново). В 1988 году занимал пост начальника команды «Волжанин» (Кинешма). Также работал тренером в московских футбольных школах «Трудовые резервы» и «Ждановец». Его воспитанник Сергей Козлов провел 11 сезонов за «Текстильщик».